# Litohlavy
Litohlavy település Csehországban, Rokycanyi járásban. Litohlavy Dýšina, Rokycany, Osek, Klabava, Volduchy és Bušovice településekkel határos. Lakosainak száma 560 fő (2024. január 1.).

## Népesség
A település lakosságának változását az alábbi diagram mutatja:
| Lakosok száma | 600  | 635  | 668  | 602  | 492  | 494  | 509  | 521  | 538  | 560  |
|               | 1869 | 1900 | 1921 | 1961 | 1980 | 2011 | 2016 | 2019 | 2021 | 2024 |